# Технически университет Илменау
Техническият университет Илменау (на немски: Die Technische Universität Ilmenau) е университет в гр. Илменау, Тюрингия. Има пет факултета. В университета се обучават около 5000 студенти по 19 бакалавърски и 25 магистърски специалности в областта на машиностроенето, математика, естествени,  икономически и социални науки.

## Факултети
- Електротехника и информационна техника
- Информатика и автоматизация
- Машиностроене
- Математика и естествени науки
- Стопански науки и комуникации

## История
Историята на университета започва през 1894 г. със създаването на „Тюрингски техникум Илменау“. През 1926 г. той е преименуван на Инженерно училище. През 1947 г. е одържавен и през 1950г. преобразуван в „Професионално училище по електротехника и машиностроене“. На 16 септември 1953 г. се създава Висше училище по електротехника в Илменау, което е преобразувано във „Висше техническо училище“ на немски: Technische Hochschule. През 1992 г. става „Технически Университет“  на немски: Technischen Universität (TU).

## Кампус
Кампусът се намира на хълма „Еренберг“ (на немски: Ehrenberg) в източната част на града. Тук се намират голяма част от университетските сгради и общежитията на студентите.  

## Интересни факти
- От 1964 г. до 1975 г. заместник-ректор по науката във Висшето техническо училище Илменау (ВТУ Илменау) е българският учен Евгени Филипов, който е и основател и ръководител на Катедрата по електроинженерство (1956 - 1982).
- Иван Попов (учен), наричан от много „баща на българската електроника“ е „Доктор на техническите науки“ на ВТУ Илменау.